# الشريزة (ردمان)

تعديل مصدري - تعديل

الشريزة هي إحدى قرى عزلة ال عامر حوران بمديرية ردمان التابعة لمحافظة البيضاء، بلغ تعداد سكانها 168 نسمة حسب تعداد اليمن لعام 2004.